# Obwód Busko Armii Krajowej
Obwód Busko – jednostka terytorialna Związku Walki Zbrojnej, a następnie Armii Krajowej.

## Formowanie i zmiany organizacyjne
Operował na terenie powiatu buskiego. W pierwszym roku okupacji niemieckiej powiększony został o 8 gmin powiatu pińczowskiego. W 1943 Obwód Busko przekazał gminę Opatowiec i część gminy Czarkowy Obwodowi Pińczów. 
Obwód nosił kryptonimy „Letnisko”, „Hiacynt", „Edmund”. Wraz z Obwodem Kielce i Obwodem Jędrzejów wchodził w skład Inspektoratu Kieleckiego Okręgu Radom-Kielce.

## Obsada personalna obwodu
Komendanci obwodu
- „Sęp” – do połowy 1940
- mjr Wacław Ćmakowski „Jan”, „Srogi” – do przełomu października i listopada 1944
- kpt./mjr Jan Nycz „Stary”, „Śmiały” – od listopada 1944 do stycznia 1945

Zastępcy komendantów
- Stefan Wojciechowski
- kpt./mjr Jan Nycz „Stary” – od lipca 1940 do sierpnia 1944
- por. Józef Grochowski „Kłonica”